# Varappuzha
Varappuzha is een census town in het district Ernakulam van de Indiase staat Kerala. 

## Demografie
Volgens de Indiase volkstelling van 2001 wonen er 24516 mensen in Varappuzha, waarvan 48% mannelijk en 52% vrouwelijk is. De plaats heeft een alfabetiseringsgraad van 84%. 